# Идку
И́дку (Э́дку) — город и центр района в губернаторстве Бухейра в Египте. Находится на севере губернаторства, в 30 км к северо-востоку от Александрии, на полоске суши между Средиземным морем и озером Идку. Население города 105 875 человек (2005). Общее население района — около полутора миллиона человек.

## Промышленность
На континентальном шельфе рядом с Идку ведётся добыча природного газа и нефти. В городе имеется завод по сжижению природного газа. Идку является третьим египетским центром (после Эль-Махаллы-эль-Кубры и Шубры-эль-Хеймы) по производству тканей и текстиля.